# Trichoblemma major
Trichoblemma major là một loài bướm đêm trong họ Noctuidae.